# Иерусалимский собор (1443)
Иерусалимский собор, проходивший в апреле 1443 года, известен как осудивший Флорентийскую унию, заключённую в 1439 году между Римско-Католической и Восточно-Православными церквями. О его значении и статусе существуют различные и противоречивые мнения, крайние в апологетической литературе и более осторожные в научной. Единственным документом, который сообщает о соборе, является соборное определение, подписанное тремя восточными патриархами.
В соборе участвовали три патриарха: Иерусалимский Иоаким, Александрийский Филофей и Антиохийский Дорофей, а также митрополит Кесарии Капподокийской Арсений, названный в документе экзархом всего Востока.

## О тексте соборного определения
Текст соборного определения известен в двух рукописях XV—XVI веков на греческом языке. Одна в составе антилатинского сборника, принадлежащего Александрийскому патриархату. В середине XVII в. текст был издан Львом Аллацием.
Существуют также два независимых перевода на славянский, появившиеся в близкое к собору время. Один сделан в Нямецком монастыре иноком Гавриилом и датирован 1443 годом, то есть годом проведения собора. Его ранний известный список относится к 1512 году. Издан А. И. Яцимирским в 1906 году по списку 1629 года. Другой перевод сделан в Троице-Сергиевом монастыре, датируется 60-ми годами XV века и, таким образом, является самым ранним известным списком соборного определения на славянском.

## Вопрос о подлинности собора
Основания для сомнений в подлинности собора заключаются в отсутствии современных сведений о нём. Современные полемисты, такие как Иоанн Евгеник или Геннадий Схоларий, ссылаясь на восточных патриархов, не упоминают ни собор, ни соборный акт. Создаётся впечатление, что он был им неизвестен. Другим моментом, вызывающим сомнения в подлинности акта, является язык документа, слишком простой для византийского делопроизводства. Недоверие к факту проведения самого собора выражал в частности Д. Джил.
Однако наличие соборного постановления в двух рукописях, практически современных событию, скорее является подтверждением реальности самого события. Наличие двух независимых переводов, сделанных вскоре после собора, также подтверждает подлинность соборного акта. Тот факт, что собор занимался проблемами отдельной епархии и не стремился дать опровержение соборным деяниям Флорентийского собора, также скорее говорит о его подлинности. Как справедливо пишет А. В. Занемонец, «„Придуманный“ собор был бы в первую очередь посвящён догматическому опровержению униатского ороса, а не проблемам Кесарии Каппадокийской митрополии и её архиерея»..

## История собора
Всё, что известно о соборе, известно из самого соборного определения. Судя по тексту документа, причиной созыва собора стало обращение митрополита Кесари Каппадокийской Арсения к восточным патриархам по причине поставления униатским патриархом Митрофаном в соседних епархиях епископов-униатов. Не имея возможности апеллировать к своему Патриарху, Арсений обращается к собору Патриархов. Догматические расхождения в акте упоминаются лишь вскользь, сам же Флорентийский собор назван «мерзким» (μιαρά).
Решением собора иерархи и прочие священнослужители, получившие рукоположение от униатов, объявляются «праздными и несвященными … покуда не будет общим и вселенским образом исследовано их благочестие». Митрополит Арсений же получает полномочия «возвещать повсюду благочестие», в том числе перед императором и патриархом «неправильно мыслящим и действующим».
Несмотря на присутствие трёх патриархов древнейших кафедр, Собор не обладал достаточной полнотой для принятия общецерковных решений и таких задач перед собой не ставил. Разрешая частный вопрос, он выразил своё мнение относительно проблемы унии.